# پزشکی غواصی

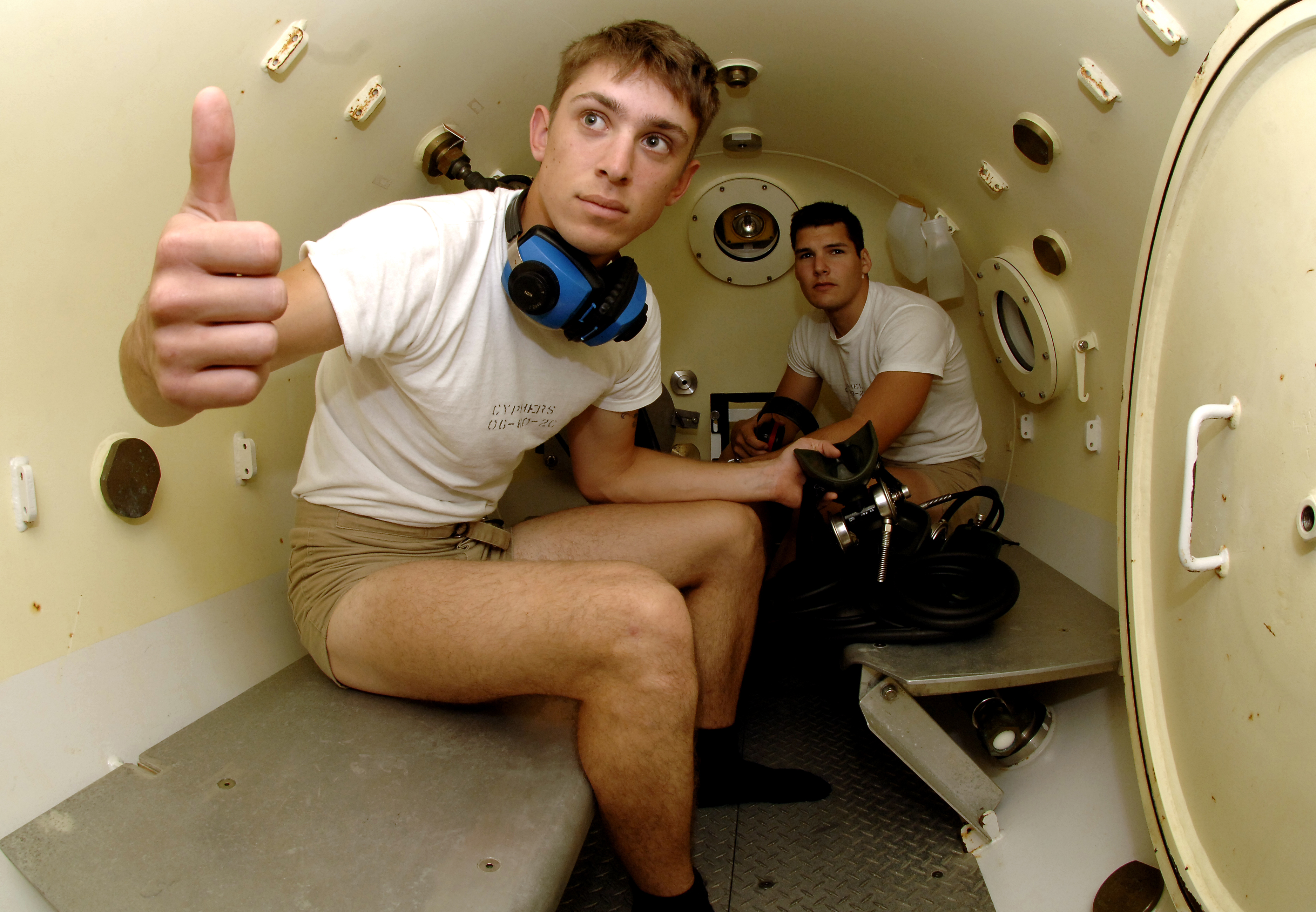
یک اتاق بازپرداخت که برای درمان برخی از اختلالات غواصی استفاده می‌شود.

پزشکی غواصی یا پزشکی زیرآبی (به انگلیسی: undersea medicine) یکی از تخصص‌های پزشکی است که متخصصین آن به تشخیص، درمان و پیشگیری از اثرات ناشی از ورود انسان به محیط زیر آب می‌پردازند. این شامل اثرات فشار خون بر گازها، تشخیص و درمان شرایط ناشی از خطرات دریایی و چگونگی روابط تناسب اندام غواص برای ایمنی غواص است.
دانش آموختگان پس از طی این دوره، توان پیشگیری، تشخیص، درمان و مراقبت از کارکنان شاغل در شرایط غیرمتعارف زیرسطحی و محیط‌های خاص نظیر زیردریایی‌ها، کشتی‌ها و بنادر و مسافران خطوط کشتیرانی و نظایر آن را دارا هستند و در ارتقای سلامت غواصی نقش حرفه‌ای را ایفا می‌نمایند.
پزشکی پرفشار یک روش درمانی پزشکی است که با پزشکی غواصی تناسب و همراهی دارد، زیرا از فشار خون در یک محفظه پرفشار به عنوان درمانی برای دو مورد از مهم‌ترین بیماری‌های مرتبط با غواصی، بیماری کاهش فشار و آمبولی هوا استفاده می‌شود. در کشورهای توسعه یافته، پزشکی پرفشار و پزشکی غواصی به صورت دوره‌های فلوشیپ و کوتاه‌مدت تکمیلی (چند ماهه) ارایه می‌گردند. در ایران نیز پزشکی غواصی به صورت دوره کوتاه مدت فقط در نیروی دریایی ایران برگزار می‌گردد.